# 青森県賛歌
「青森県賛歌」（あおもりけんさんか）は、日本の都道府県の一つ、青森県が制定した県民歌である。ただし、現在は事実上の封印状態とされている。

## 解説
1971年（昭和46年）の県政100周年記念事業として県在住・出身者を対象に歌詞の公募を実施し、92篇から北津軽郡板柳町のリンゴ農家で俳人の永沢与助による応募作が採用された後、サトウハチローが補作して同年9月23日の青森県政百年記念式典で最初の演奏が行われた。表題が「青森県民歌」でないのは、1958年（昭和33年）に『東奥日報』の創刊70周年を記念して作成された「青森県民の歌」（作詞・北野明、補作・西條八十、作曲・明本京静）が存在するためとみられる。
ビクターレコード（現JVCケンウッド・ビクターエンタテインメント）が製造したシングル盤の歌唱者は立川清登とくにたちカンマーコール。歌詞は1・2・3番とも前半は県内の歴史と自然を讃え、後半は労働の喜びを歌い上げる内容となっている。また「青森県賛歌」と併せて県民音頭「青森りんご音頭」（作詞・作曲：小倉尚継）も同日に制定された。

### 現状
2001年（平成13年）には、当時の木村守男知事が新たな「県民の歌」の制定を提唱し「青い森のメッセージ」が作成されている。木村知事は新県民歌の制定を提唱した当初「青森県賛歌」の廃止に意欲を見せていたが（津軽選挙も参照）、県議会で異論が相次いだため「青森県賛歌」の廃止は見送られることになり、存続が決定した。そのため、例規集には現在も「青森県賛歌」制定の告示（昭和46年第777号）が掲載されているが、県勢要覧や県民手帳からも平成12年版を最後に削除されており、実質「封印」状態とされているので秋田県における「秋田県民歌」と「県民の歌」のような対等に並立する関係とはなっていない。2012年（平成24年）に東京堂出版より刊行された『全国 都道府県の歌・市の歌』でも「青い森のメッセージ」のみが紹介されており「青森県賛歌」は完全に無視されている。
2011年（平成23年）に八戸市・三沢市および南部町で開催された第66回冬季国体では、開会式の県旗掲揚に際して「青森県賛歌」が演奏された。また、2013年（平成25年）に開催された県民文化祭では開幕演目のミュージカル『岬のクフィ』（作曲・成田英明、松下功）で「青森県賛歌」が曲目に含まれている。
2022年（令和4年）青森市で行われた青森県スーパーバンドフェスティバル2022にて青森県立青森西高等学校吹奏楽部により「青森県賛歌」が演奏された。